# Cirus al II-lea cel Mare
Cirus al II-lea cel Mare (în persana veche: 𐎤𐎢𐎽𐎢𐏁 Kūruš; în persană: کوروش Kūrosh; în ebraică: כֹּרֶשׁ Koresh; cca. 600 î.Hr.-530 î.Hr.), rege al Persiei, a fost una din cele mai strălucite personalități ale antichității.

## Primul mare cuceritor

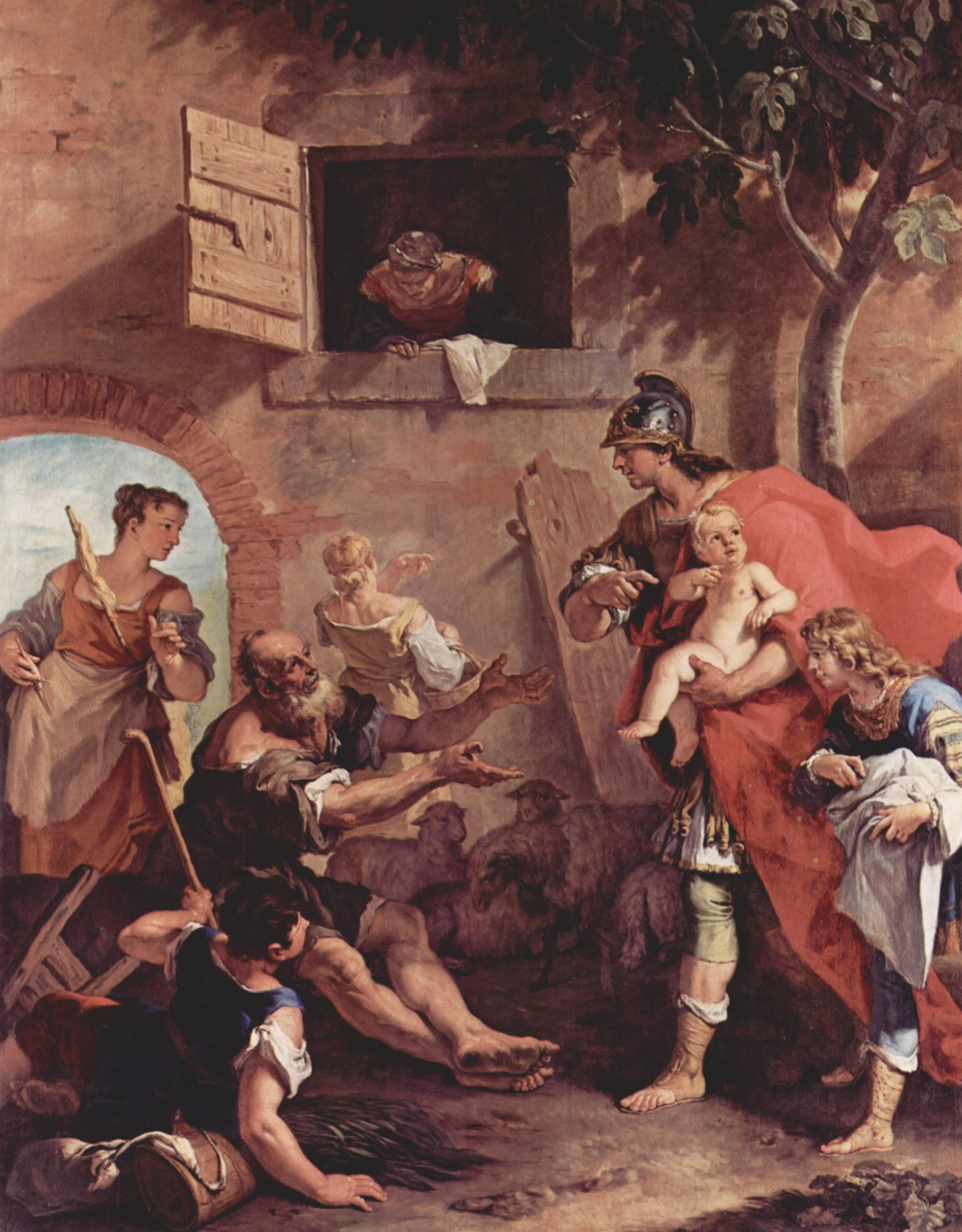
Salvarea lui Cyrus

Cirus s-a născut în perioada 600 - 580 î.Hr. și a fost crescut de către bunicul său care era rege. Conform legendei, când era mic, era să fie ucis de către propriul său bunic, dar a scăpat ca prin minune. El a contestat de îndată autoritatea abuzivă a dinastiei mezice asupra triburilor persane. Când a devenit rege, în 559 î.Hr., el transformă în numai trei decenii Persia dintr-o putere locală, în cel mai vast și puternic imperiu al Orientului. Prin înfrângerea lui Astiage (cca. 550 î.Hr.), Media devine provincie a statului persan. Cucerind apoi Lidia lui Cresus (546 î.Hr.), Persia include în hotarele sale Asia Mică până la Marea Egee, cu toate coloniile grecești ale Ioniei. În anii 545 î.Hr.-539 î.Hr. sunt ocupate vaste regiuni din Asia Centrală - Dragniana, Arachosia, Gedrosia, Bactriana, Sogdiana, ș.a. Profitând de slăbirea Regatului Noului Babilon în urma unor conflicte interne, Cyrus ocupă în 539 î.Hr. Babilonul, anexând apoi toate posesiunile Regatului Caldeu din Siria, Fenicia, Țara Israel, până la granițele Egiptului Faraonic.

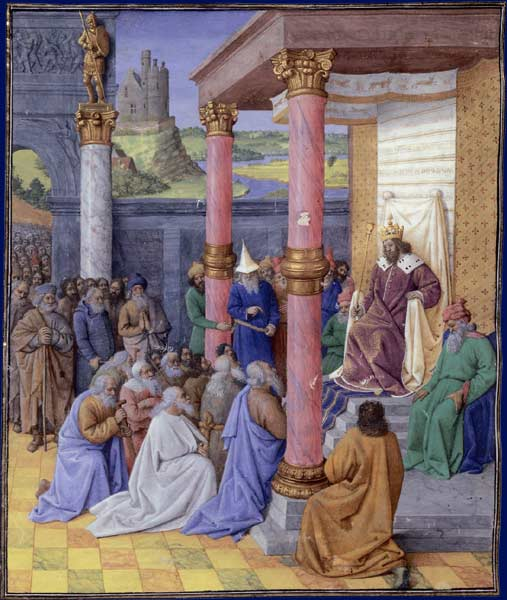
Cyrus pe tron

## Un adept al federației
Talentul său oratoric și curajul său în luptă i-au adus admirația aliaților, convinși rapid că au găsit în el un șef capabil să-i elibereze pe perși de vasalitate. S-a bizuit pe amenințare și forța convingerii, unindu-i într-o federație de nemulțumiți și a cucerit capitala lui Astyage, regele mez. Pentru a menaja toate susceptibilitățile și a-și atrage aprobarea tuturor, el îi cruță pe cei învinși și îi asociază într-un nou „regat al perșilor și al mezilor". Ideea de imperiu, poate prima din întreaga istorie, își găsește realizarea în aceasta confederație de popoare diverse, reunite prin practici administrative comune și conduse de un șef carismatic.

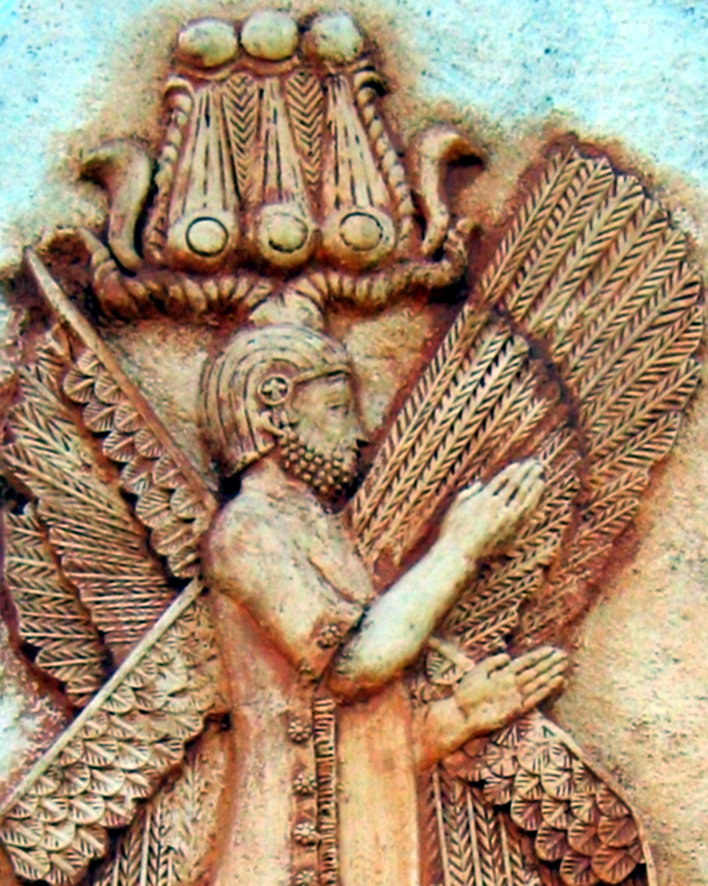
Olympic Park Cyrus

## Un eliberator

Steagul lui Cyrus al II-lea

Cirus și-a făcut, fără îndoiala, cuceririle prin sabie, dar a știut să le păstreze grație unei atitudini foarte originale pentru acea epocă, aceea a mâinii întinse: unul din exemplele cele mai celebre ale clemenței împăratului este eliberarea evreilor din Babilon, ținuti captivi în acest oraș din vremea domniei lui Nabucodonosor. Cyrus a mers chiar până la a face din Cresus, regele Lidiei pe care tocmai îl învinsese, unul din sfetnicii săi, și i-a dat înapoi coroana.
Printre altele, împăratului perșilor nu îi era rușine sa se prezinte în ochii popoarelor ca un viteaz apărător al vechilor credințe. S-a autoproclamat „apărător al lui Marduk" (divinitate tutelară a regiunii din timpuri imemoriale), Cirus a restabilit pretutindeni cultul său respectând totodată zeitățile locale, chiar în orașele grecești.
În vreo douăzeci de ani, el „a eliberat" astfel sute de triburi și de orașe pe un teritoriu de o întindere nemaivăzuta până atunci: de la frontierele Egiptului, ale Palestinei și ale Asiei Mici până în vecinătatea Asiei Centrale și a Indiei, milioane de oameni au trăit astfel timp de trei secole sub și cu legea perșilor.
Cirus cel Mare a lăsat o amintire durabilă în iudaism, unde, datorită politicii sale din Babilonia, el este menționat de Biblia ebraică drept Mesia (lit. „unsul Său”) (Isaia 45:1), și este singurul ne-evreu din Biblie numit astfel.

## Organizarea
Spre deosebire de vechile regate conduse cu mâna de fier de un conducător crud după bunul lui plac, Imperiul Persan s-a dotat, pe timpul domniei lui Cyrus, cu un aparat administrativ complex: imensul teritoriu, împărțit în provincii federate, trebuia să plătească impozite. După cum ne spune istoricul grec Herodot, în fiecare an veneau inspectori să controleze gestiunea satrapilor, un fel de prefecți numiți de împărat. După ce a cucerit Imperiul Persan, Alexandru cel Mare nu a făcut nici o schimbare în administrație, care era unanim apreciată de supușii „Marelui Rege".
Tot el a fost primul șef de stat care a abolit sclavia.

## Arbore genealogic

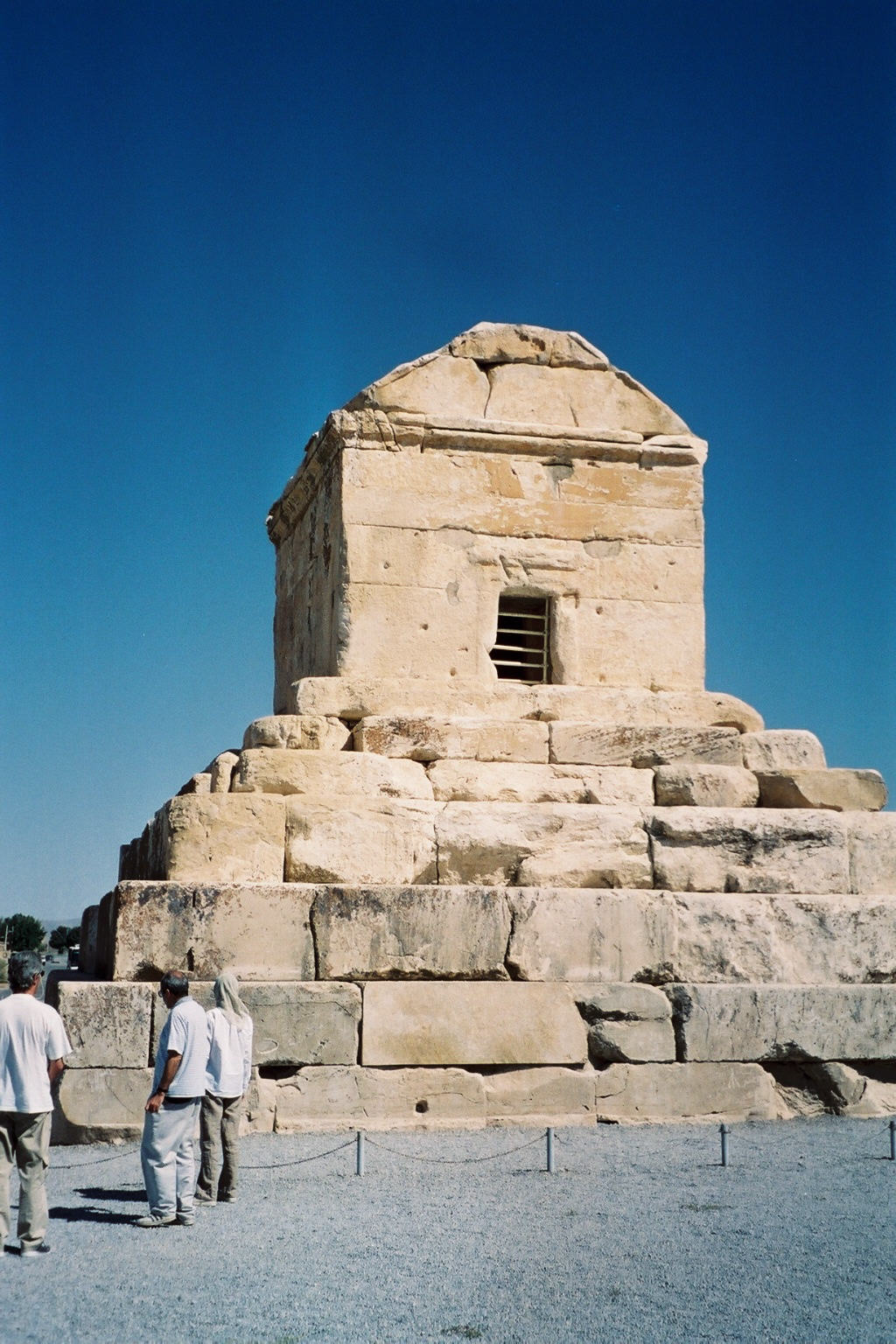
Mormântul regelui

|  |  |                                  |                                  |                                  |                                  | AchaemenesRege al Persiei        |                                  |  |  |                                         |                                         |                                         |                                         |                                         |                                         |  |  |                                                      |                                                      |                                                      |                                                      |                                                      |                                                      |  |  |                   |                   |                   |                   |                   |                   |  |  |                |                |                |                |                |                |  |  |  |  |  |  |  |  |  |  |  |  |  |  |  |  |  |  |  |  |
|  |  |                                  |                                  |                                  |                                  |                                  |                                  |  |  |                                         |                                         |                                         |                                         |                                         |                                         |  |  |                                                      |                                                      |                                                      |                                                      |                                                      |                                                      |  |  |                   |                   |                   |                   |                   |                   |  |  |                |                |                |                |                |                |  |  |  |  |  |  |  |  |  |  |  |  |  |  |  |  |  |  |  |  |
|  |  |                                  |                                  |                                  |                                  | TeispesRege al Persiei           |                                  |  |  |                                         |                                         |                                         |                                         |                                         |                                         |  |  |                                                      |                                                      |                                                      |                                                      |                                                      |                                                      |  |  |                   |                   |                   |                   |                   |                   |  |  |                |                |                |                |                |                |  |  |  |  |  |  |  |  |  |  |  |  |  |  |  |  |  |  |  |  |
|  |  |                                  |                                  |                                  |                                  |                                  |                                  |  |  |                                         |                                         |                                         |                                         |                                         |                                         |  |  |                                                      |                                                      |                                                      |                                                      |                                                      |                                                      |  |  |                   |                   |                   |                   |                   |                   |  |  |                |                |                |                |                |                |  |  |  |  |  |  |  |  |  |  |  |  |  |  |  |  |  |  |  |  |
|  |  |                                  |                                  |                                  |                                  |                                  |                                  |  |  |                                         |                                         |                                         |                                         |                                         |                                         |  |  |                                                      |                                                      |                                                      |                                                      |                                                      |                                                      |  |  |                   |                   |                   |                   |                   |                   |  |  |                |                |                |                |                |                |  |  |  |  |  |  |  |  |  |  |  |  |  |  |  |  |  |  |  |  |
|  |  | AriaramnesConducător al Persiei* | AriaramnesConducător al Persiei* | AriaramnesConducător al Persiei* | AriaramnesConducător al Persiei* | AriaramnesConducător al Persiei* | AriaramnesConducător al Persiei* |  |  | Cyrus IConducător în Anshan             | Cyrus IConducător în Anshan             | Cyrus IConducător în Anshan             | Cyrus IConducător în Anshan             | Cyrus IConducător în Anshan             | Cyrus IConducător în Anshan             |  |  |                                                      |                                                      |                                                      |                                                      |                                                      |                                                      |  |  |                   |                   |                   |                   |                   |                   |  |  |                |                |                |                |                |                |  |  |  |  |  |  |  |  |  |  |  |  |  |  |  |  |  |  |  |  |
|  |  | AriaramnesConducător al Persiei* | AriaramnesConducător al Persiei* | AriaramnesConducător al Persiei* | AriaramnesConducător al Persiei* | AriaramnesConducător al Persiei* | AriaramnesConducător al Persiei* |  |  | Cyrus IConducător în Anshan             | Cyrus IConducător în Anshan             | Cyrus IConducător în Anshan             | Cyrus IConducător în Anshan             | Cyrus IConducător în Anshan             | Cyrus IConducător în Anshan             |  |  |                                                      |                                                      |                                                      |                                                      |                                                      |                                                      |  |  |                   |                   |                   |                   |                   |                   |  |  |                |                |                |                |                |                |  |  |  |  |  |  |  |  |  |  |  |  |  |  |  |  |  |  |  |  |
|  |  | ArsamesConducător al Persiei*    | ArsamesConducător al Persiei*    | ArsamesConducător al Persiei*    | ArsamesConducător al Persiei*    | ArsamesConducător al Persiei*    | ArsamesConducător al Persiei*    |  |  | Cambyses IConducător în Anshan          | Cambyses IConducător în Anshan          | Cambyses IConducător în Anshan          | Cambyses IConducător în Anshan          | Cambyses IConducător în Anshan          | Cambyses IConducător în Anshan          |  |  |                                                      |                                                      |                                                      |                                                      |                                                      |                                                      |  |  |                   |                   |                   |                   |                   |                   |  |  |                |                |                |                |                |                |  |  |  |  |  |  |  |  |  |  |  |  |  |  |  |  |  |  |  |  |
|  |  | ArsamesConducător al Persiei*    | ArsamesConducător al Persiei*    | ArsamesConducător al Persiei*    | ArsamesConducător al Persiei*    | ArsamesConducător al Persiei*    | ArsamesConducător al Persiei*    |  |  | Cambyses IConducător în Anshan          | Cambyses IConducător în Anshan          | Cambyses IConducător în Anshan          | Cambyses IConducător în Anshan          | Cambyses IConducător în Anshan          | Cambyses IConducător în Anshan          |  |  |                                                      |                                                      |                                                      |                                                      |                                                      |                                                      |  |  |                   |                   |                   |                   |                   |                   |  |  |                |                |                |                |                |                |  |  |  |  |  |  |  |  |  |  |  |  |  |  |  |  |  |  |  |  |
|  |  | HystaspesPrinț                   | HystaspesPrinț                   | HystaspesPrinț                   | HystaspesPrinț                   | HystaspesPrinț                   | HystaspesPrinț                   |  |  | Cyrus al II-lea cel MareRege al Persiei | Cyrus al II-lea cel MareRege al Persiei | Cyrus al II-lea cel MareRege al Persiei | Cyrus al II-lea cel MareRege al Persiei | Cyrus al II-lea cel MareRege al Persiei | Cyrus al II-lea cel MareRege al Persiei |  |  |                                                      |                                                      |                                                      |                                                      |                                                      |                                                      |  |  |                   |                   |                   |                   |                   |                   |  |  |                |                |                |                |                |                |  |  |  |  |  |  |  |  |  |  |  |  |  |  |  |  |  |  |  |  |
|  |  | HystaspesPrinț                   | HystaspesPrinț                   | HystaspesPrinț                   | HystaspesPrinț                   | HystaspesPrinț                   | HystaspesPrinț                   |  |  | Cyrus al II-lea cel MareRege al Persiei | Cyrus al II-lea cel MareRege al Persiei | Cyrus al II-lea cel MareRege al Persiei | Cyrus al II-lea cel MareRege al Persiei | Cyrus al II-lea cel MareRege al Persiei | Cyrus al II-lea cel MareRege al Persiei |  |  |                                                      |                                                      |                                                      |                                                      |                                                      |                                                      |  |  |                   |                   |                   |                   |                   |                   |  |  |                |                |                |                |                |                |  |  |  |  |  |  |  |  |  |  |  |  |  |  |  |  |  |  |  |  |
|  |  |                                  |                                  |                                  |                                  |                                  |                                  |  |  |                                         |                                         |                                         |                                         |                                         |                                         |  |  |                                                      |                                                      |                                                      |                                                      |                                                      |                                                      |  |  |                   |                   |                   |                   |                   |                   |  |  |                |                |                |                |                |                |  |  |  |  |  |  |  |  |  |  |  |  |  |  |  |  |  |  |  |  |
|  |  | Darius IRege al Persiei          | Darius IRege al Persiei          | Darius IRege al Persiei          | Darius IRege al Persiei          | Darius IRege al Persiei          | Darius IRege al Persiei          |  |  | Cambyses al II-leaRege al Persiei       | Cambyses al II-leaRege al Persiei       | Cambyses al II-leaRege al Persiei       | Cambyses al II-leaRege al Persiei       | Cambyses al II-leaRege al Persiei       | Cambyses al II-leaRege al Persiei       |  |  | SmerdisPrinț (impostorul Gaumata a fost conducător*) | SmerdisPrinț (impostorul Gaumata a fost conducător*) | SmerdisPrinț (impostorul Gaumata a fost conducător*) | SmerdisPrinț (impostorul Gaumata a fost conducător*) | SmerdisPrinț (impostorul Gaumata a fost conducător*) | SmerdisPrinț (impostorul Gaumata a fost conducător*) |  |  | ArtystonePrințesă | ArtystonePrințesă | ArtystonePrințesă | ArtystonePrințesă | ArtystonePrințesă | ArtystonePrințesă |  |  | AtossaPrințesă | AtossaPrințesă | AtossaPrințesă | AtossaPrințesă | AtossaPrințesă | AtossaPrințesă |  |  |  |  |  |  |  |  |  |  |  |  |  |  |  |  |  |  |  |  |

| Cirus al II-lea cel Mare Dinastia AhemenidăNaștere: cca. 599 î.Hr. sau 576 î.Hr. Deces: 530 î.Hr. |                                        |                       |
| Predecesor: Cambyses I                                                                            | Rege al Persiei 559 î.Hr.–530 î.î.Hr.. | Succesor: Cambyses II |
| Predecesor: Astyages                                                                              | Rege al Persiei 550 î.Hr.–530 î.Hr.    | Succesor: Cambyses II |